# Long Bennington
Long Bennington – wieś w Anglii, w hrabstwie Lincolnshire, w dystrykcie South Kesteven. Leży 31 km na południowy zachód od Lincoln i 171 km na północ od Londynu.
Miejscowość liczy 1843 mieszkańców.